# Verband der Saarhütten
Der Verband der Saarhütten ist der Fach- und Arbeitgeberverband für die Stahlindustrie im Saarland sowie der Badische Stahlwerke in Kehl und Buderus Edelstahl in Wetzlar. Er unterstützt als arbeits- und sozialpolitische Vertretung die Interessen der Mitgliedsunternehmen. Die wichtigste Aufgabe des Verbandes der Saarhütten ist die Tarifpolitik. Der Verband handelt mit den zuständigen Gewerkschaften Tarifverträge aus. Hauptverhandlungspartner ist die IG Metall. Insgesamt fallen unter den Geltungsbereich der Sozialpolitik des Verbandes der Saarhütten ca. 15.200 Arbeitnehmer.
Sitz des Verbands ist Saarbrücken.

## Aufgaben
Der Verband
- schließt mit den zuständigen Gewerkschaften Tarifverträge ab.
- berät die Mitgliedsfirmen in arbeits- und sozialrechtlichen Angelegenheiten.
- vertritt die Mitglieder vor den Gerichten der Arbeits- und Sozialgerichtsbarkeit.
- fördert den Informations- und Erfahrungsaustausch zwischen den Mitgliedern.
- informiert über aktuelle Entwicklungen in der Tarif- und Sozialpolitik sowie im Arbeits- und Sozialrecht.
- unterrichtet die Mitglieder über wichtige personalwirtschaftliche Daten der Branche.
- gewährleistet die aktive Mitwirkung der Mitglieder in den Organen der Sozialversicherungsträger.
- nimmt für seine Mitglieder wirtschaftspolitische Aufgaben wahr, u. a. im Bereich der Energie-, Verkehrs- und Umweltpolitik

## Geschichte
Der Verband wurde als Fach- und Arbeitgeberverband am 17. Dezember 1974 gegründet. Zuvor war er als „Saarländische Wirtschaftsvereinigung Eisen und Stahl“ ein reiner Fachverband gewesen, der ausschließlich wirtschaftspolitische Aufgaben für seine Mitgliedsunternehmen wahrnahm. Nunmehr traten ab dem genannten Zeitpunkt auch die „klassischen“ Aufgaben eines Arbeitgeberverbandes hinzu, wie etwa die Tarifpolitik und die Beratung und Vertretung der Mitglieder in allen arbeits- und sozialrechtlichen Angelegenheiten. Dieser Aufgabenbereich lag zuvor in der Zuständigkeit des Verbandes der Eisen- und Metallindustrie des Saarlandes e. V.

## Leitung
Vorstand:
- Heiko Maas (Präsident) – Montan-Stiftung Saar
- Stefan Rauber – SHS - Stahl-Holding-Saar
- Markus Lauer – SHS – Stahl-Holding-Saar
- Jonathan Weber – SHS – Stahl-Holding-Saar
- Rüdiger Hahn – Buderus Edelstahl GmbH
- Markus Menges – Badische Stahlwerke GmbH

Geschäftsführerin:
- Antje Otto